# 加加林 (楚河州)
加加林（俄语：Гагарин）是吉尔吉斯斯坦楚河州伊塞克阿塔区下辖的一个村。根据2009年吉尔吉斯共和国人口普查，全村人口为339人。